# Сан-Лоренцо-дель-Мунт-і-дель-Обак (природний парк)
Природний парк Сан-Лоренцо-дель-Мунт-і-л'Обак (каталонською Parc Natural de Sant Llorenç del Munt i l'Obac) — це природна територія, що охороняється Іспанією, та розташована в провінції Барселона, Каталонія, у гірському масиві Сан-Лоренцо-дель-Мунт і Сьєрра-дель-Обак. Його головні вершини — Монкау (1052 м) і Мола (1104 м), де розташований монастир Сант-Льоренс-дель-Мунт, який і дав назву масиву.
Природний парк Сан-Лоренцо-дель-Мунт-і-дель-Обак є частиною Мережі природних просторів, яка охороняється, підтримується та управляється Радою провінції Барселони. Мальовничий, біологічний і культурний інтерес масиву Сан-Лоренцо-дель-Мунт і гірського масиву Обак виправдовує створення заповідного простору, перетворюючи його на платформу для сприяння раціональному використанню території, що робить можливим впорядковане використання ресурсів.
Перший природоохоронний статус було надано 1972 року. Новий спеціальний план був затверджений у 1982 році через надмірне зростання урбанізації, яка його оточувала. У 1987 році заповідник був оголошений природним парком. У 1998 році до спеціального плану було внесено зміни щодо розширення його ще на 4055 га, до 13 694 га.
У серпні 2003 року велика лісова пожежа спустошила північно-східну частину парку.

## Географія

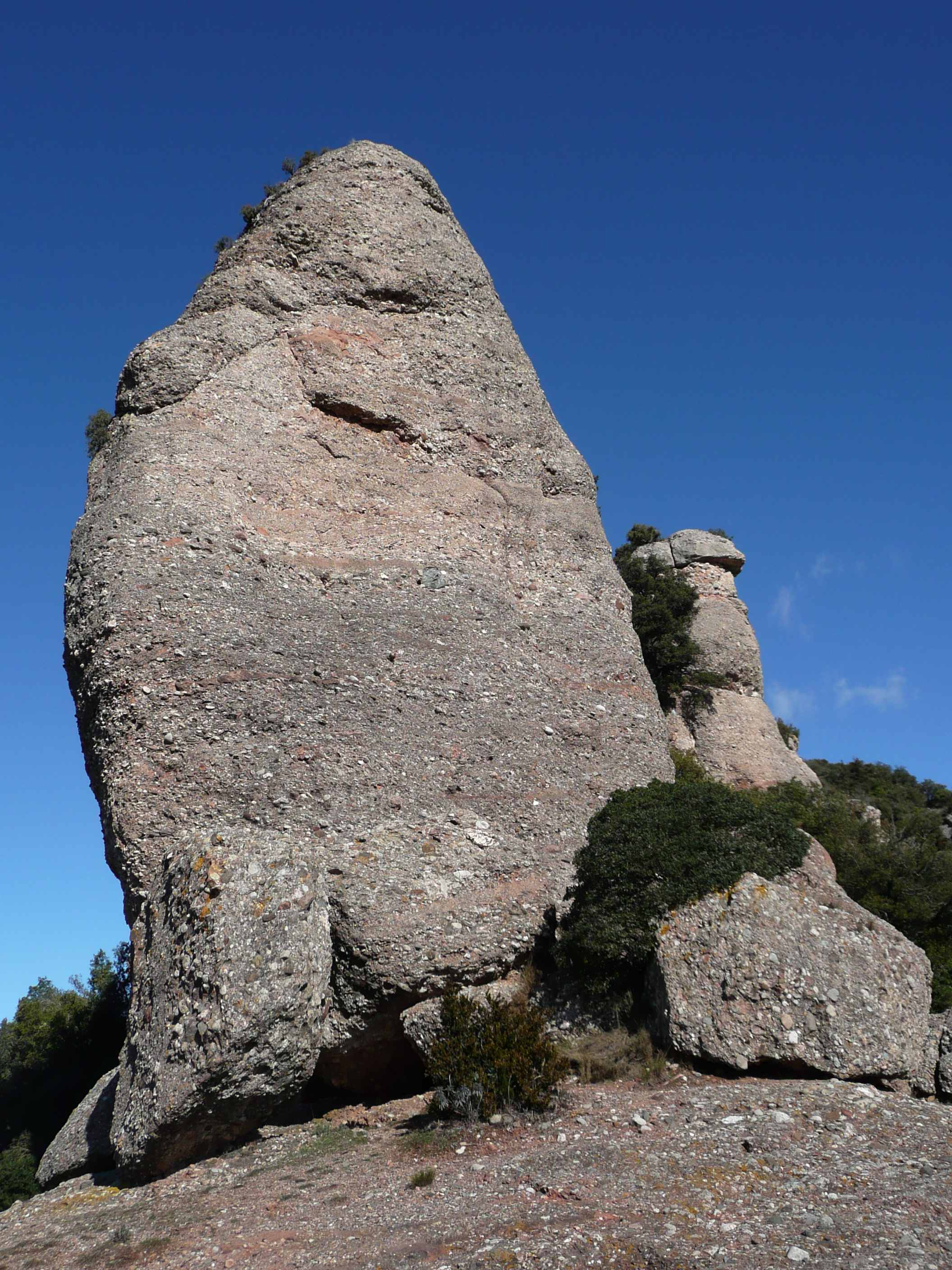
Гірський моноліт, утворений конгломератом. Сьєрра-дель-Обак.

Парк складається з двох масивів, які й дали йому назву: Сант-Льоренс-дель-Мунт, головними вершинами якого є вершини Мола та Монткау, висотою понад тисячу метрів кожна, і гірський масив Обак, не такий високий, чиї найвищі гори: Кастельсапера (939,3 м), пагорб Кастеллар (931 м) і пагорб Трес Креус (929,7 м). Обидва гірські хребти розділені на півдні Рієра-де-лас-Аренас, а на півночі — потоком Естенальес, що з'єднується через перевал Естенальес (870,4 м), де знаходиться інформаційний центр.
Має середземноморський клімат; Тому основні ліси — дубові та соснові. Опадів випадає від 800 мм річних, які зосереджені восени та навесні, хоча влітку можуть відбуватися локальні шторми, а взимку іноді може випадати сніг.
Масив утворений сланцем, вапняком, кварцом і виверженими породами, ці конгломерати розташовані різними похилими шарами та пересічені швами, які сприяють ерозії дощової води. Ця ерозія сформувала дуже круту орографію, повну скель і долин, з потоками та потоками в усіх напрямках, які утворюють рельєф, подібний до сусіднього масиву Монтсеррат. Походження таких порід полягає в відкладенні валунів та інших матеріалів, які транспортувалися річковими течіями під час третинної ери, 50 мільйонів років тому. Ці валуни були зцементовані вапняною або глиняною матрицею, утворюючи конгломерати. Решту зробила ерозійна дія води, утворивши такі характерні елементи парку, як канали, скелі та моноліти.

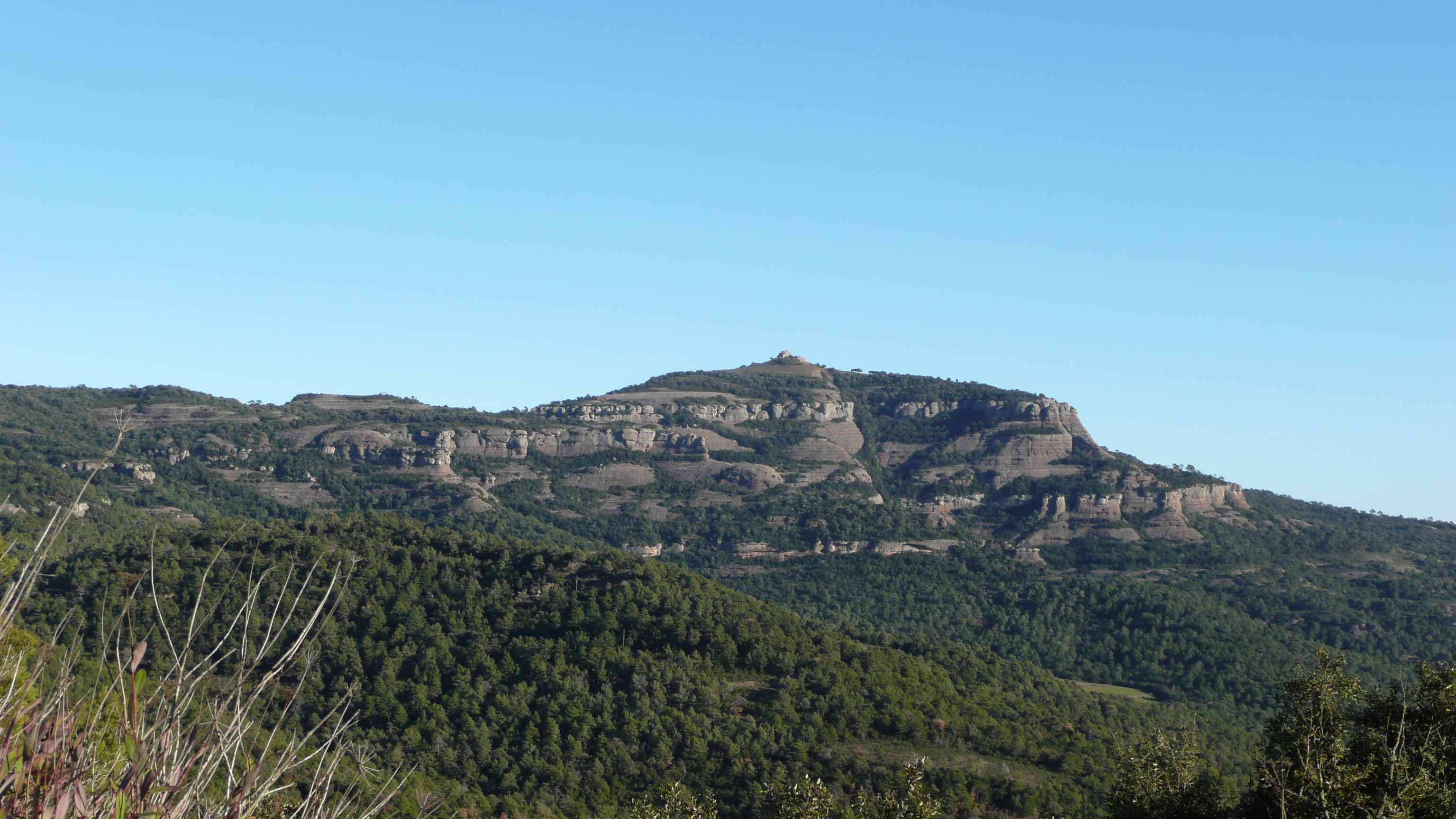
Ла-Мола (1104 м), з монастирем Сант-Льоренс-дель-Мунт на вершині.

## Доступ
Основні під'їзні дороги починаються з міст Терраса і Сабадель на півдні та Манреса на півночі. З них можна дістатися до регіональних доріг, які перетинають масив.
Серце парку перетинає дорога Матадепера-Таламанка- Наварклес (BV-1223), яка йде вгору паралельно потоку Арена вздовж Coll d'Estenalles. На заході маршрути Тарраса-Реллінарс (B-122) і Рокафорт і Вілумара-Мура (BV-1224) оточують західні контури гірського масиву Обак.

## Флора

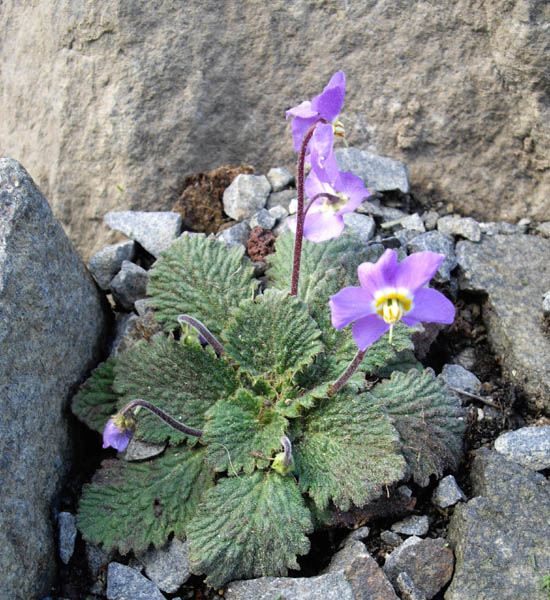
Ramonda myconi, в народі ведмеже вушко, реліктова трав'яниста рослина кайнозою.

Основу масиву займають соснові ліси білої сосни (Pinus halepensis), дуже стійкі до нестачі води, які ростуть на висотах до 600 метрів і зазвичай замінюються на менш сонячних та/або високих ділянках червоною сосною (Pinus sylvestris) і сосною чорною (Pinus nigra). Ці соснові ліси, здебільшого, є результатом трансформації первісного лісу людиною, і в багатьох районах вони змішані з дубами (Quercus ilex) і середземноморськими чагарниками, такими як верес і суничне дерево. Дубові ліси є найбільш характерним і великим лісом у парку, який росте вище 800 метрів збагачений такими видами, як горобина і самшит. У найбільш тінистих долинах можна зустріти гаї ліщини, поряд з якими ростуть рослини, типові для центральноєвропейських регіонів, що становлять найпівденніші осередки їх поширення.

## Тваринний світ
Наявність великих лісових масивів, які чергуються зі скелями, створюють оптимальні умови для укриття, розмноження, зимівлі та переходу численних видів хребетних. Через велику різноманітність екологічних середовищ, присутніх на території парку, фауна парку теж дуже різноманітна. Таким чином, від типових скельних мешканців до лісової фауни, існує значна кількість видів тварин (серед них близько двохсот хребетних).

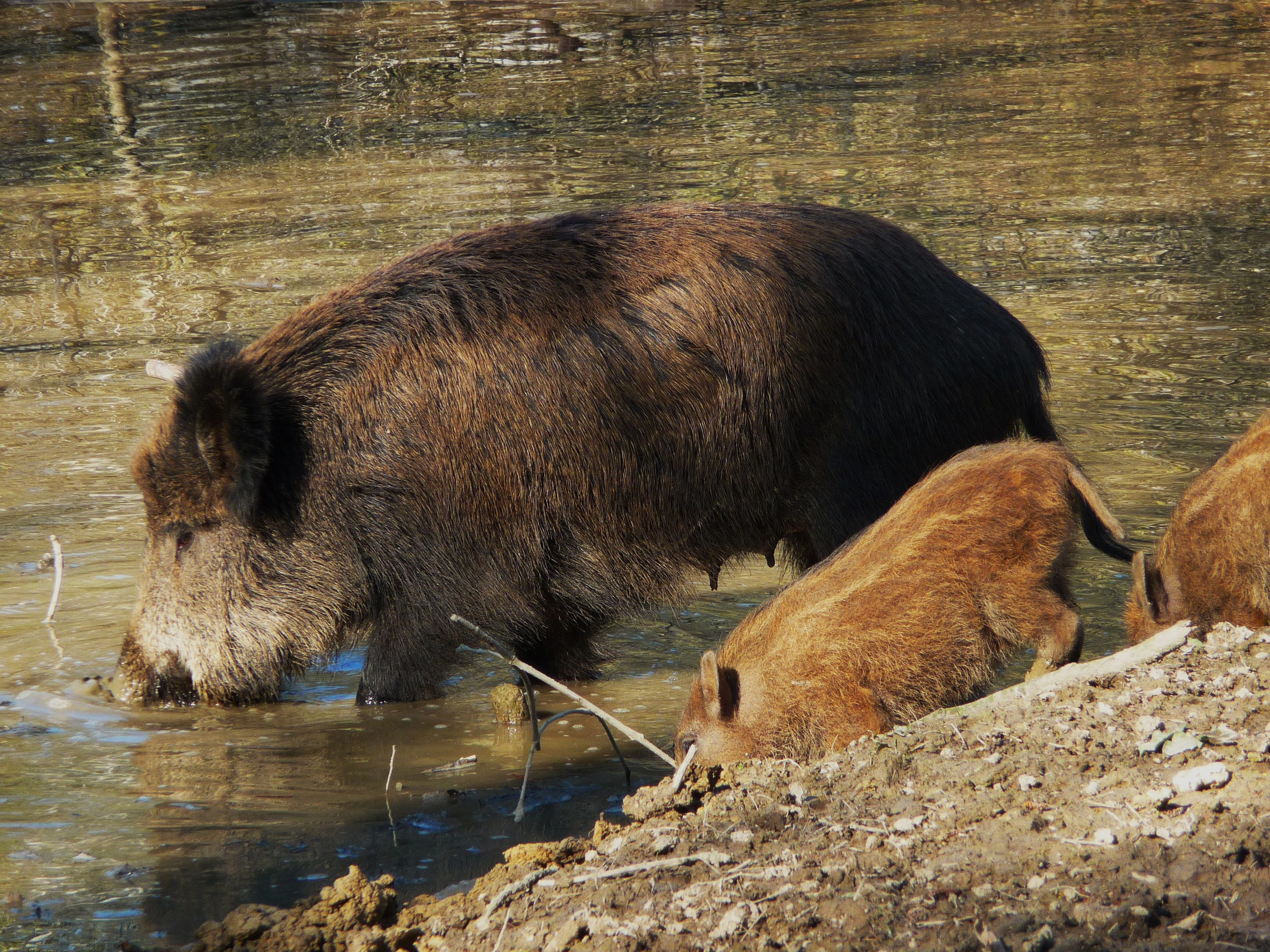
Самиця дикого кабана з дитинчатами.

Одним із видів ссавців, які спостерігаються у найбільшій кількості, є дикі кабани, чиї сліди можна побачити навіть на дорогах, попри тиск полювання. Нерідко можна помітити білку, яка стрибає між гілками, або кроликів на схилах. Ми повинні підкреслити екологічну важливість хижих ссавців, які контролюють баланс у різних спільнотах, це куниці, генети, лисиці і борсуки. Є також деякі зимуючі колонії печерних кажанів.
Найбільшу групу хребетних у масиві становлять птахи. Найбільш поширеними тут, що гніздяться є дрізд, лісовий голуб, сойка і малинівка. У нижніх частинах масиву багато щиглів, одудів і дроздів, які тут гніздяться.

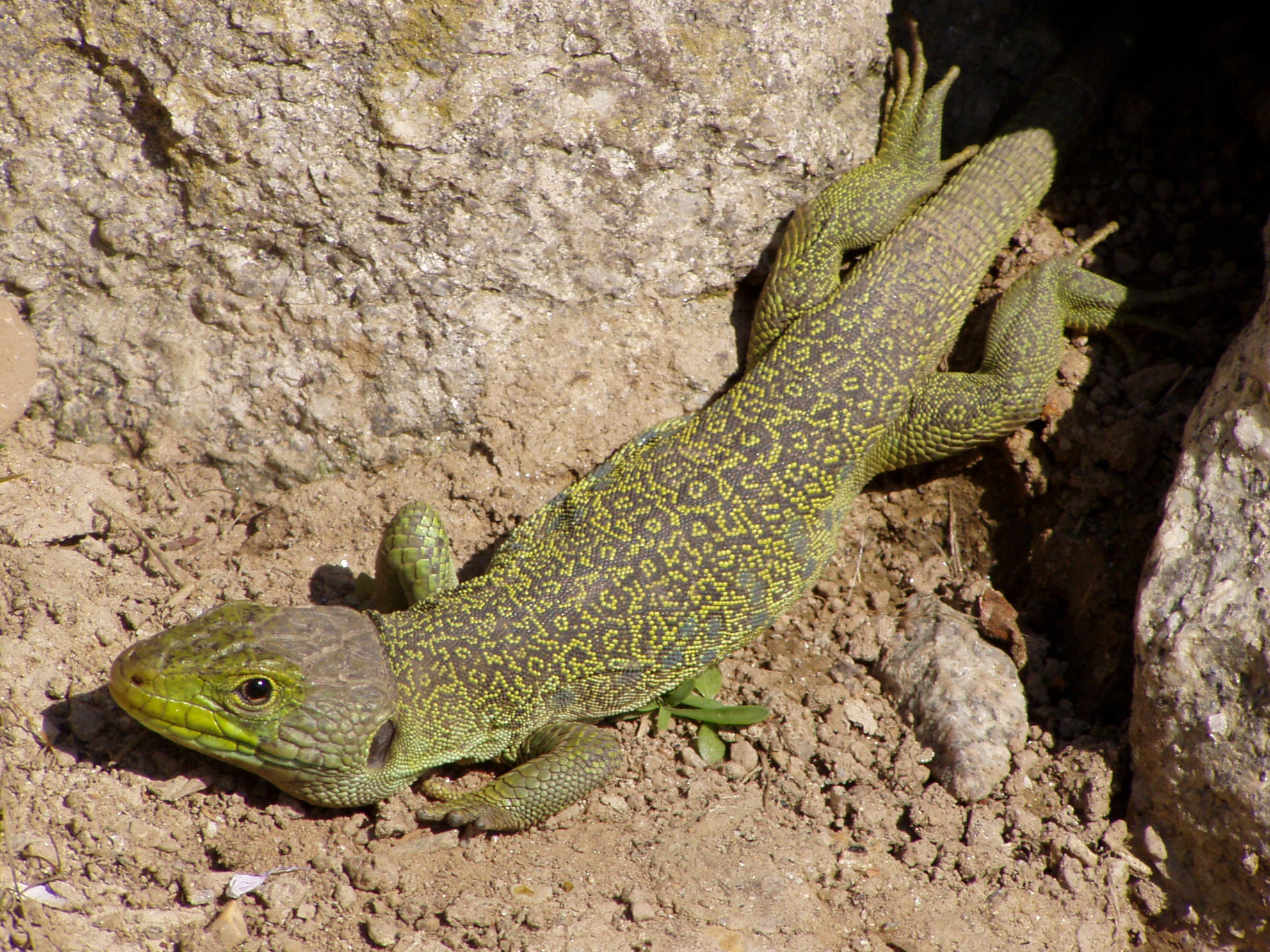
Прикрашена ящірка (Timon lepidus).

Час від часу в небі з'являються деякі хижі птахи, такі як орел-карлик яструбиний і яструб-великий, а також кілька соколоподібних; дуже рідко можна побачити грифів і беркута, обидва вимерлі як гніздові. Крім того, варто підкреслити присутність деяких пар філінів, які зникли в більшій частині Європи, тоді як тут вони все ще присутні.
Серед чагарників і соснових лісів поширені вуж польовий і вуж драбинчастий. Також серед осипів парку нерідко можна знайти глазчасту ящірку або довгоносу гадюку.
У багатьох джерелах, знайдених у горах, ростуть личинки різноколірних тритонів і саламандр, а також різні види жаб.

## Людська діяльність

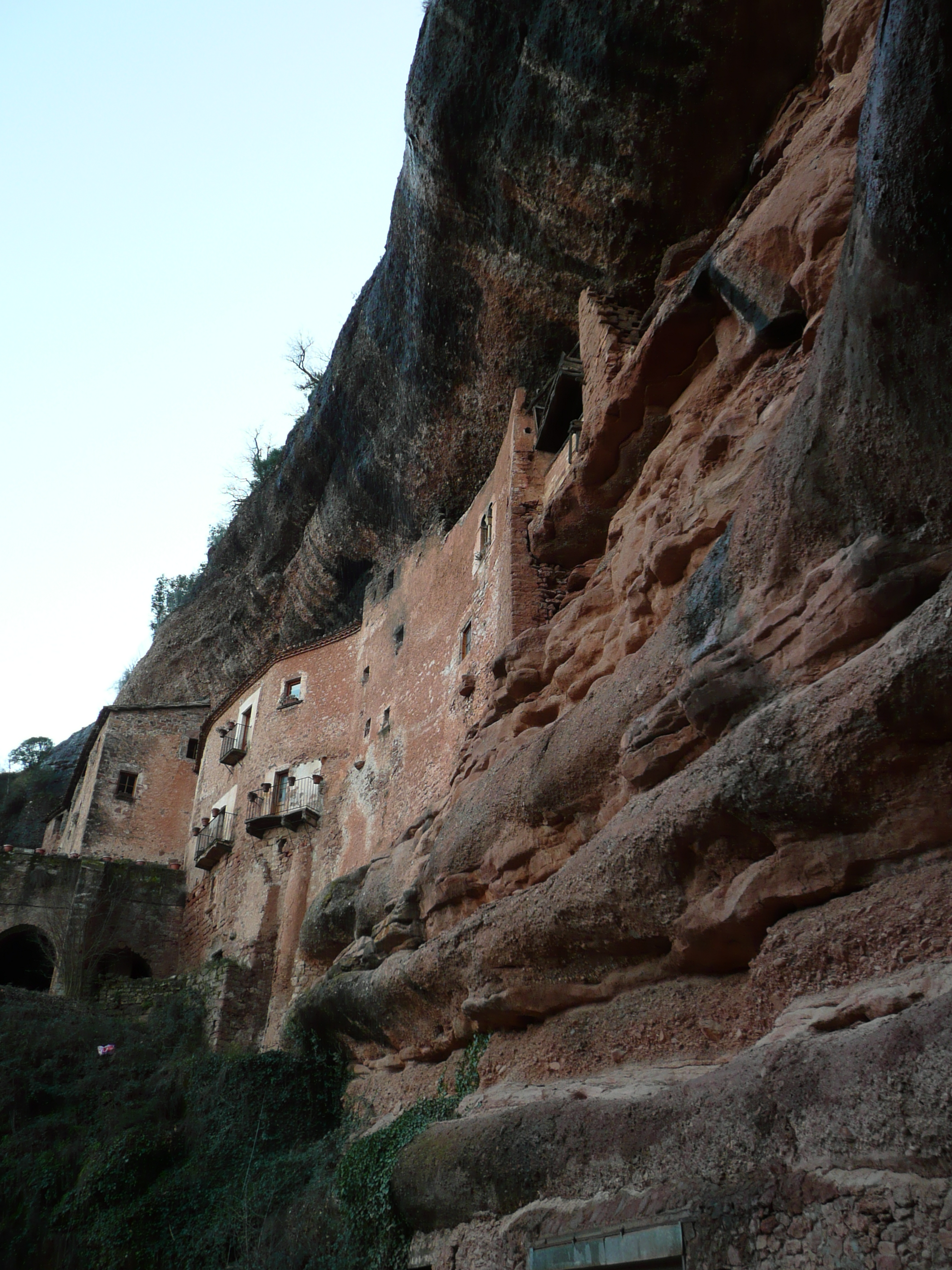
Пуч де ла Бальма, Мура. siglo ферма побудований з використанням скельного укриття (бальми).

Поселення людей в обох масивах було відоме з доісторичних часів. Протягом століть тут накопичувалися останки, які свідчать про присутність людин у різних історичних періодах. У печерах Фраре та Сіманья були знайдені фрагменти кераміки та інші елементи, що відповідають початку та кінцю неоліту, халколіту, бронзовому віку, іберійському періоду та середньовіччю.
Серед найбільш помітних елементів є романські церкви, такі як церква Нуестра Сеньйора де лас Аренас (датована 1121 р.) і, особливо, монастир Сант Ллоренс дель Мунт, побудований на вершині Ла Мола. Хоча є ранні згадки про існування трьох церков або каплиць на згаданій вершині між 947—957 роками.
Слід також виділити численні замки та укріплені вежі, які були побудовані між IX і XII століттями. На додаток до замків Мура і Пера (перші письмові згадки про які датуються 978 роком) або Рокамур (1055 роком), побудованих на крутих скелях навколо Монтко і в цей час перебувають у зруйнованому стані.

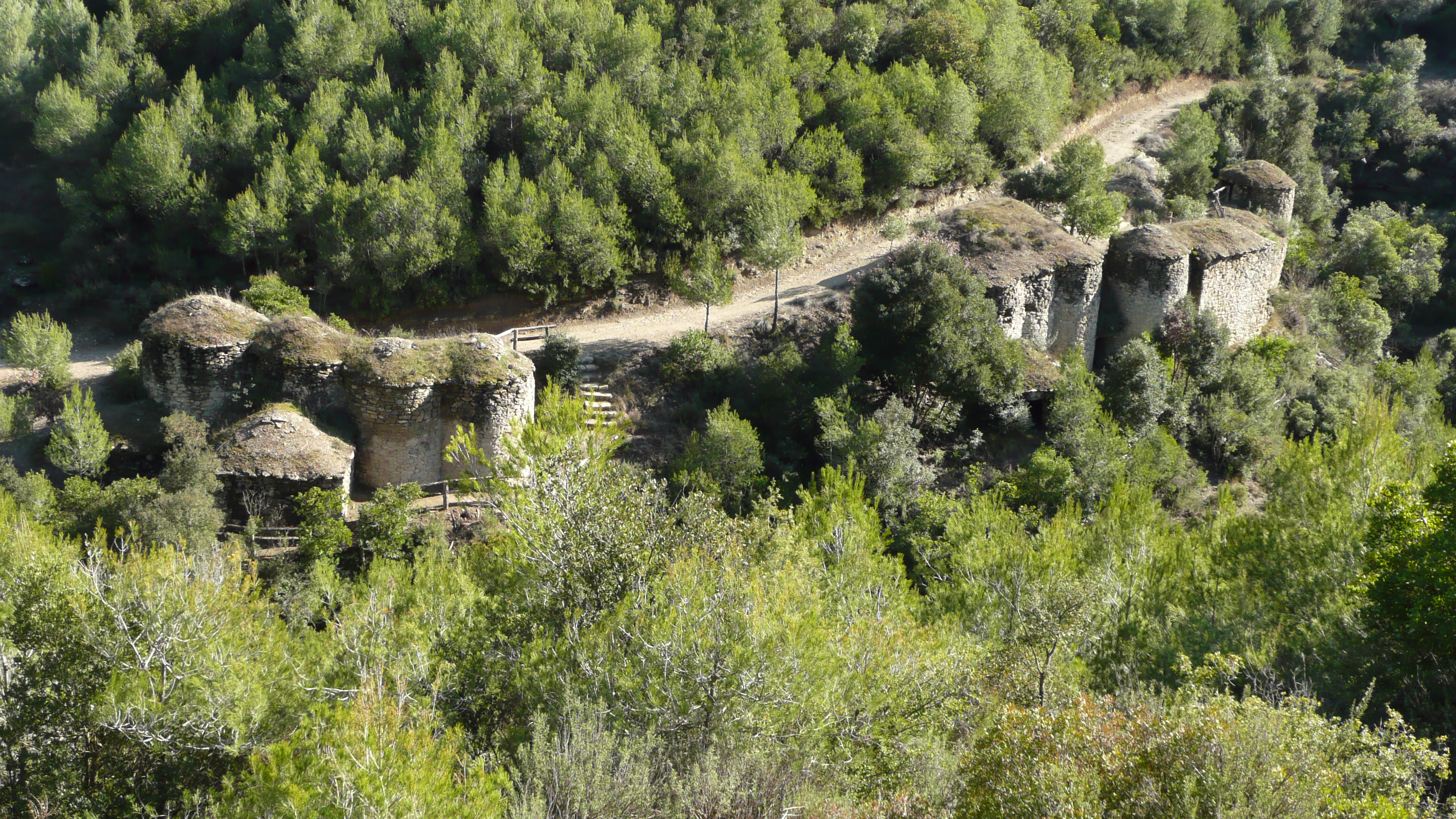
L'Escudelleta, Rocafort і Vilumara, виноробні, побудовані в siglo XIX.

Так само є численні фермерські будинки з 14 століття або раніше і багато інших слідів, які з часом залишила діяльність його жителів:
- залишки вугільних ям, в яких виготовляли деревне вугілля з діброви;
- крижані колодязі, де зберігали зимовий лід для продажу влітку;
- печі для виготовлення вапна ;
- сухі кам'яні стіни та чавила між виноградниками.[9][10]